# Eisendorf
Eisendorf är en kommun och ort i Kreis Rendsburg-Eckernförde i förbundslandet Schleswig-Holstein i Tyskland.
Kommunen ingår i kommunalförbundet Amt Nortorfer Land tillsammans med ytterligare 16 kommuner.